# Creagdhubhia mallochorum
Creagdhubhia mallochorum is een muggensoort uit de familie van de paddenstoelmuggen (Mycetophilidae). De wetenschappelijke naam van de soort is voor het eerst geldig gepubliceerd in 1999 door Chandler.